# Telewizja Kujawy
Telewizja Kujawy – lokalna stacja telewizyjna emitująca swój program we Włocławku, prowadzona przez Medialne Centrum Kujaw, będące również właścicielem Radia Kujawy, nadającego na częstotliwości 99,4 fm. Radio Kujawy rozpoczęło nadawanie programów 13 września 2018 roku.
Redakcja Telewizji Kujawy działa od 22 lipca 1995 roku. Telewizja jest dostępna w lokalnej sieci kablowej Sat Film oraz na żywo na stronie internetowej. Odbiera ją około 90 tysięcy widzów. Programy tworzy zespół redakcyjny: czterech reporterów i trzech operatorów kamery.
Właścicielkami Medialnego Centrum Kujaw są: Renata Kończyńska, Barbara Szmejter oraz Joanna Lewandowska, mające równe ilości udziałów.
Redakcja samodzielnie przygotowuje audycje sportowe, publicystyczne, oświatowe, kulturalne, rozrywkowe oraz lokalne programy informacyjne, na czele z „Pulsem Miasta”. Telewizja współpracuje z Urzędem Miasta, Starostwem Powiatowym, miastami i gminami z terenu Kujaw oraz Ziemi Dobrzyńskiej obejmując patronatem imprezy kulturalne i promując gospodarkę lokalną.
29 marca 2010 Telewizja Kujawy zmieniła formę wizualną. Pojawiło się nowe logo oraz zegar i pasek informacyjny na dole ekranu. Od tego czasu telewizja pełni funkcję całodobowego kanału informacyjnego z Włocławka i okolic. Program jest nadawany w formacie 16:9, a od 6 grudnia 2023 w jakości HD.